# La Chapelle-Janson
La Chapelle-Janson korábbi község Franciaországban, Ille-et-Vilaine megyében. Lakosainak száma 1483 fő (2020. január 1.). La Chapelle-Janson Fleurigné, La Selle-en-Luitré, Larchamp, La Pellerine, Luitré-Dompierre és Luitré községekkel határos.
2024. január 1-jén Fleurigné korábbi községgel egyesült és az így létrejött La Chapelle-Fleurigné új község része lett.

## Népesség
A település népességének változása:
| Lakosok száma | 1108 | 1041 | 1244 | 1156 | 1378 | 1429 | 1442 | 1450 | 1475 | 1483 |
|               | 1968 | 1975 | 1990 | 1999 | 2011 | 2013 | 2016 | 2017 | 2019 | 2020 |